# الحزب الديمقراطي المستقل لروسيا
الحزب الديمقراطي المستقل لروسيا (بالروسية: Независимая демократическая партия России; НДПР)‏ كان الاسم المقترح لحزب ليبرالي تم الإعلان عن تأسيسه في أواخر سبتمبر 2008 من قبل الأمين العام السابق للاتحاد السوفيتي، ميخائيل جورباتشوف، ونائب مجلس الدوما من روسيا العادلة، ألكسندر ليبيديف. يقال إن اتحاد الاشتراكيين الديمقراطيين، بقيادة جورباتشوف، هو قاعدته الرئيسية. وشدد ليبيديف أيضا على أن «الحزب سيضغط من أجل الإصلاح القانوني والاقتصادي وسيعزز نمو الإعلام المستقل» وكذلك «رأسمالية أقل للدولة»، وإصلاح نظام العدالة، ودور أقوى للبرلمان. في مرحلة ما بين عامي 2014 و2016، توقف موقع الويب المرتبط بالحزب المقترح.

## روابط خارجية
- الموقع الرسمي للحزب المقترح